# Миляцька сільська рада
Ми́ляцька сільська́ ра́да — орган місцевого самоврядування в Дубровицькому районі Рівненської області. Адміністративний центр — село Миляч.

## Загальні відомості
- Миляцька сільська рада утворена в 1939 році.
- Територія ради: 121,472 км²
- Населення ради: 2 020 осіб (станом на 2001 рік)

## Населені пункти
Сільській раді підпорядковані населені пункти:
- с. Миляч
- с. Біле
- с. Лугове

## Історія
13 жовтня 1993 року Рівненська обласна Рада народних депутатів ухвалила рішення про утворення Велюнської сільської ради з центром у селі Велюнь і підпорядкування їй села Загребля, що до цього перебувало у складі Миляцької сільської ради.
4 листопада 2015 року Миляцька сільрада увійшла до новоствореної Миляцької сільської ОТГ. 11 листопада 2015 року виключена з облікових даних, включено в облікові дані Миляцьку сільську раду Миляцької ОТГ.

## Населення
Згідно з переписом УРСР 1989 року чисельність наявного населення сільської ради становила 3254 особи, з яких 1591 чоловік та 1663 жінки.
За переписом населення України 2001 року в сільській раді мешкало 2007 осіб.
Станом на 1 січня 2011 року населення сільської ради становило 1930 осіб.

### Мова
Розподіл населення за рідною мовою за даними перепису 2001 року:
| Мова       | Відсоток |
| ---------- | -------- |
| українська | 99,70 %  |
| білоруська | 0,15 %   |
| російська  | 0,15 %   |

### Вікова і статева структура
Структура жителів сільської ради за віком і статтю (станом на 2011 рік):
| Вік   | Чоловіків | Жінок | Разом |
| ----- | --------- | ----- | ----- |
| 0-17  | 256       | 261   | 517   |
| 18-39 | 334       | 284   | 618   |
| 40-59 | 248       | 197   | 445   |
| 60+   | 125       | 225   | 350   |
| Разом | 963       | 967   | 1930  |

### Соціально-економічні показники
| Працездатне населення | Працездатне населення | Працездатне населення | Працездатне населення | Працездатне населення | Працездатне населення | Непрацездатне населення | Непрацездатне населення | Непрацездатне населення | Непрацездатне населення | Непрацездатне населення | Непрацездатне населення | Все населення |
| Чоловіки              | Чоловіки              | Жінки                 | Жінки                 | Разом                 | Разом                 | Чоловіки                | Чоловіки                | Жінки                   | Жінки                   | Разом                   | Разом                   | 1930          |
| ос.                   | %                     | ос.                   | %                     | ос.                   | %                     | ос.                     | %                       | ос.                     | %                       | ос.                     | %                       | 1930          |
| --------------------- | --------------------- | --------------------- | --------------------- | --------------------- | --------------------- | ----------------------- | ----------------------- | ----------------------- | ----------------------- | ----------------------- | ----------------------- | ------------- |
| 576                   | 31                    | 474                   | 25                    | 1050                  | 56                    | 133                     | 7                       | 233                     | 12                      | 366                     | 20                      | 1930          |

| Зайняті  | Зайняті  | Зайняті | Зайняті | Зайняті | Зайняті | Безробітні | Безробітні | Безробітні | Безробітні | Безробітні | Безробітні | Все населення |
| Чоловіки | Чоловіки | Жінки   | Жінки   | Разом   | Разом   | Чоловіки   | Чоловіки   | Жінки      | Жінки      | Разом      | Разом      | 1930          |
| ос.      | %        | ос.     | %       | ос.     | %       | ос.        | %          | ос.        | %          | ос.        | %          | 1930          |
| -------- | -------- | ------- | ------- | ------- | ------- | ---------- | ---------- | ---------- | ---------- | ---------- | ---------- | ------------- |
| 232      | 22       | 200     | 19      | 432     | 41      | 100        | 9          | 94         | 9          | 194        | 19         | 1930          |

| Дорослі | Діти | Пенсіонери | Інваліди Німецько-радянської війни | Учасники бойових дій | Інваліди всіх груп і категорій | Люди, які обслуговуються служб. соц. допом. на дому | Неповні сім'ї | Діти з неповних сімей | Багатодітні сім'ї | Діти з багатодітних сімей | Діти-інваліди | Діти-сироти | Одинокі багатодітні матері |
| ------- | ---- | ---------- | ---------------------------------- | -------------------- | ------------------------------ | --------------------------------------------------- | ------------- | --------------------- | ----------------- | ------------------------- | ------------- | ----------- | -------------------------- |
| 1407    | 483  | 592        | 2                                  | 8                    | 121                            | 32                                                  | 7             | 9                     | 58                | 212                       | 6             | 11          | 3                          |

## Вибори
Станом на 2011 рік кількість виборців становила 1396 осіб.

## Склад ради
Рада складається з 16 депутатів та голови.
- Голова ради: Резанович Валентина Максимівна
- Секретар ради: Ососкало Світлана Василівна

### Керівний склад попередніх скликань
| Прізвище, ім'я, по батькові    | Основні відомості                                                 | Дата обрання | Дата звільнення |
| ------------------------------ | ----------------------------------------------------------------- | ------------ | --------------- |
| Резанович Валентина Максимівна | Сільський голова, 1957 року народження, освіта вища, позапартійна | 26.03.2006   | 31.10.2010      |
| Резанович Валентина Максимівна | Сільський голова, 1957 року народження, освіта вища, позапартійна | 31.10.2010   | 25.10.2015      |

Примітка: таблиця складена за даними сайту Верховної Ради України